# Bursztynka (ptak)
Bursztynka (Protonotaria citrea) – gatunek małego ptaka z rodziny lasówek (Parulidae). Wędrowny – gniazduje we wschodniej połowie Ameryki Północnej, zimuje w południowo-wschodnim Meksyku, Ameryce Środkowej i w północnej części Ameryki Południowej. Nie jest zagrożony wyginięciem.

## Taksonomia
Po raz pierwszy gatunek opisał Pieter Boddaert w 1783 w Table des planches enluminéez d'histoire naturelle de M. D'Aubenton. Nowemu gatunkowi nadał nazwę Motacilla citrea. Holotyp pochodził z Luizjany. Obecnie (2020) Międzynarodowy Komitet Ornitologiczny umieszcza bursztynkę w monotypowym rodzaju Protonotaria; nie wyróżnia podgatunków. Nowy rodzaj opisał Spencer Fullerton Baird w 1853. Nazwa rodzajowa pochodzi od łacińskiego protonotarius, oznaczającego protonotariusza – w odniesieniu do protonotariuszy apostolskich i noszonych przez nich złotych szat. Epitet gatunkowy citrea wywodzi się od łacińskiego citrea – „cytrynowy”.

## Morfologia
Długość ciała wynosi około 14 cm, masa ciała 13,6–20,0 g. Głowa, szyja i spód ciała bursztynki mają jaskrawożółtą barwę. Na grzbiecie kolor ten przechodzi w oliwkowozielony, dalej w niższej części grzbietu i na ogonie w szary. Skrzydła są z wierzchu szaroniebieskie z czarnymi końcówkami piór, spód skrzydła natomiast biało-żółty. Brzuch żółty, dalej w tył kolor ten jaśnieje aż po biały. Samice są bardziej matowe od samców, na żółtych obszarach ciała mają oliwkowy nalot. Samce mają czarny dziób, zaś samice jedynie górną szczękę – ich żuchwa jest różowawa lub brązowa. Nogi i stopy ciemnoszare u ptaków płci obojga, tęczówki ciemne.

## Zasięg
Bursztynki gniazdują w południowo-wschodniej Kanadzie (skrajnie południowo-wschodnia prowincja Ontario) i wschodnich Stanach Zjednoczonych, od Wielkich Jezior na południe (z pominięciem Appalachów) po centralny Teksas oraz północną i centralną Florydę. Zimowiska rozciągają się od południowo-wschodniego Meksyku na południe przez Amerykę Centralną, rzadko Karaiby (Portoryko, Bermudy, Wyspy Dziewicze, Małe Antyle), zaś w Ameryce Południowej po Ekwador i Gujanę. Według danych z końca lat 90. XX wieku, nieco większe zagęszczenie tych ptaków występuje na obszarach zalewowych Missisipi od Luizjany po Tennessee.

## Ekologia i zachowanie
Bursztynki zamieszkują okolice wód różnego rodzaju – strumieni, bagien, jezior, podmokłych lasów, a niekiedy i okolic przydomowych basenów czy stawów. Gniazdują w podmokłych lasach z odpowiednimi drzewami zawierającymi dziuple – jako jedyna spośród wszystkich lasówek wschodnich stanów Zjednoczonych gniazduje wyłącznie w dziuplach. Zimują wzdłuż wybrzeża, w lasach namorzynowych z przedstawicielami Avicennia. 
Są głównie owadożerne, jedzą głównie gąsienice motyli dziennych i ciem, muchówki, chrząszcze i pajęczaki. Okazjonalnie zjadają nasiona i owoce, szczególnie w okresie zimowania. Ze względu na brak lęku przed człowiekiem i akceptację budek lęgowych bursztynka jest popularnym ptakiem w badaniach, ponadto może być dobrym gatunkiem wskaźnikowym, wskazującym na jakość danego podmokłego lasu.

### Lęgi
Okres lęgowy trwa od kwietnia do czerwca; w południowej części zasięgu regularnie zdarza się dwukrotne wyprowadzanie lęgu w sezonie. Samce celem przypodobania się samicom umieszczają mech w dziuplach przeznaczonych potencjalnie na gniazdo. Samica po dokonaniu wyboru dobudowuje resztę gniazda – budulec stanowią, prócz mchów, wątrobowce – na warstwę zewnętrzną gniazda; korzonki, puch roślinny i kora – na warstwę wewnętrzną oraz korzonki, trawy, cibory i liście – na wyściółkę. Niekiedy zakładają gniazda w starych dziuplach przedstawicieli dzięciołowatych, często dzięciołów kosmatych (Picoides pubescens). Samica składa 3–7 jaj, przeważnie 5. Inkubacja trwa 12–14 dni, samica wysiaduje je sama. Pisklęta klują się w odstępach około 12-godzinnych. Młode są w pełni opierzone około 10 dni od wyklucia, przez kolejne 5 tygodni pozostają pod opieką rodziców.

## Status
IUCN uznaje bursztynkę za gatunek najmniejszej troski (LC, Least Concern) nieprzerwanie od 1988 (stan w 2020). Organizacja Partners in Flight szacuje liczebność populacji lęgowej na 1,6 miliona osobników. BirdLife International uznaje trend populacji za spadkowy, jako że wykazano spadek liczebności populacji w latach 1967–2007 (określony jako niewielki lub statystycznie nieistotny). Na populację bursztynek negatywnie wpływa niszczenie środowiska ich życia poprzez osuszanie lasów. Na lęgach bursztynek pasożytują starzyki brunatnogłowe (Molothrus ater).